# Corneliu Petrescu
Corneliu Petrescu (n.  23 iunie 1924, Slănic, jud. Prahova - d. 4 mai 2009), a fost un pictor român. Primul fiu din cei trei ai lui Ion și Corneliei, Corneliu Petrescu avea o natura timidă, retrasă dar cu trăiri și emoții bogate. Tatăl a fost inspector școlar, arestat de securitatea comunistă în anii 1950. Cei doi frați ai pictorului, gemenii Laurențiu și Mircea, au fost ingineri silvici, intelectuali remarcabili, dar cu aceeași natură delicată și sfioasă.
În anul 1952 s-a căsătorit cu Georgeta Mariana Popescu, profesoară de limba română la Periș, jud. Ilfov, prima fiică a lui Petre și a Stelei Popescu. Cuplul nu a avut copii. Ca majoritatea familiilor românești, au locuit împreună cu părinții Marianei. Prima locuința a cuplului a fost în str. Aviator Sănătescu nr 1, casa cu chirie, apoi în str. Dimitrie Marinescu și apoi în str. Ceaikovski nr. 13B, unde pictorul s-a și stins din viață (4 mai 2009).

## Studii
Scoala primara in Slanic Prahova. Liceul militar il incepe in 1931 la Târgu-Mureș, dar il termina la Timișoara după cedarea Ardealului. In anul 1935 familia se muta la Bucuresti. Aici va locui pe strada Maica Alexandra, fosta Panait Musoiu, la nr 29.
Facultatea de medicină generală București (1943-1949).
Încurajat de vărul său, Corneliu Petrescu s-a hotărât să participe la un examen de intrare la Institutul Parhon. Cercetător științific la Institutul de endocrinologie C. I. Parhon până în 1971. Teza de doctorat privind patologia glandei tiroide, sustinuta la Bucuresti, probabil 1959.

## Activitate
Fiind strans legat de familie dar mai ales de mama sa,  urmeaza parcursul profesional fara a avea curajul sa isi afirme pasiunea pentru pictura. Familia sa ar fi vrut ca fiul lor cel mare să devină doctor; mai mult pentru imaginea socială a părinților, decât pentru talentul sau pasiunile tânărului Corneliu. A urmat facultatea de medicină în mod corect, dar fără tragere de inimă. În ultimul an de studiu, viața i-a fost amenințată de o pleurezie TBC, frecventă la vremea respectivă. Printr-un noroc, s-a vindecat și a absolvit facultatea.  Autodidact în pictură, pasionat de culoare și de subiectele religioase, tânărul medic desenează și pictează dintotdeauna. La vârsta de 47 ani însă, înțelege că medicina nu este rațiunea sa de a fi, și abandonează practica. Din acel moment Corneliu Petrescu se dedică total picturii. Familia soției (Petre și Stela Popescu) l-a sustinut atunci când, rămas fără venituri si s-a hotărât să își urmeze vocația. 
Membu al Uniunii Artiștilor Plastici din România din anul 1969, are numeroase expoziții în țară (galeriile Dominus octombrie 1996, Simeza septembrie 2004) și în străinătate.  Este remarcabil cum Corneliu Petrescu reușește să exprime gânduri interzise în spatele cortinei de fier. Catalogul expoziției de la Simeza 2004, are ca primă copertă o fotografie a lucrării "Colivia". Simbolistica lucrării este una clară, o pasăre de aur, talente și valori aflate în colivia comunistă. 
Cele mai numeroase lucrări se află în cadrul colecției Tyler, donată Universității din Tasmania, de Geoffrey și Frances Tyler.
Variate lucrări precum și fotografii ale artistului, se pot vedea la adresa https://www.google.com/search?q=corneliu+petrescu+pictor&rlz=1C1GCEU_enRO936RO936&sxsrf=ALeKk01j4V6d7yLTZ8TNrimQC1JP91EuWw:1618908065169&tbm=isch&source=iu&ictx=1&fir=-1-9h8ZGCU-I0M%252C0OssS9wThtmnaM%252C%252Fg%252F11ght1hpcs&vet=1&usg=AI4_-kSnPBv2cVSM2A8Wyy3VayU1aYnItw&sa=X&ved=2ahUKEwixupfBtozwAhUO2SoKHQ96AGoQ_B16BAgWEAE#imgrc=nR_I_YIpbJO6WM
1. ↑  „Vocatie si discretie: Corneliu Petrescu”. ZF.ro. Accesat în 4 martie 2021.
2. ↑  SRL, Logicxtreme Media. „Corneliu Petrescu. Expozitie retrospectiva. Pictura, colaj - Cumpără”. www.printrecarti.ro. Accesat în 4 martie 2021.
3. ↑  University of Tasmania. „Tyler Collection of Romanian and Modern art”. Accesat în 7 iunie 2018.